# Turgut Demirağ
Turgut Demirağ (Sivas, 23 de desembre de 1921 - Istanbul, 14 de gener de 1987) va ser un director i productor de cinema turc. La seva pel·lícula Aşk ve Kin (Amor i Rancor) ha participat en el Festival Internacional de Cinema de Moscou, versió 4a, i ha sido premyada amb Taronya d'Or com millor pel·lícula al 2e Festival Internacional de Taronja d'Or d'Antalya el 1965.